# Kostas Axelos
Kostas Axelos (Atene, 26 giugno 1924 – Parigi, 4 febbraio 2010) è stato un filosofo francese di origine greca.

## Biografia
Axelos (in greco Κώστας Αξελός), emigrato a Parigi nel 1945 assieme al filosofo Kostas Papaioannou, ha studiato in particolar modo il pensiero di Eraclito, di Karl Marx e di Martin Heidegger. Ha fondato la rivista Arguments insieme ad Edgar Morin e ha diretto l'omonima collana presso le Éditions de Minuit.
Abbastanza vicino a Gilles Deleuze, quest'ultimo ne ha preso le distanze in seguito ad un articolo di Axelos apparso all'uscita del libro L'Anti-Edipo.
Morì il 4 febbraio 2010, all'età di 85 anni.

## Opere
- 1961 Marx, penseur de la technique, Paris, UGE Les Éditions de Minuit (“Marx, pensatore della tecnica”)
- 1962 Héraclite et la philosophie (“Eraclito e la filosofia”)
- 1969 Arguments d'une recherche, Paris, Les Éditions de Minuit (“Argomenti di una ricerca”)
- 1969 Le jeu du monde, Paris, Les Éditions de Minuit (“Il gioco del mondo”)
- 1970 Vers la pensée planétaire, Paris, Les Éditions de Minuit (“Verso il pensiero planetario”)
- 1972 Pour une éthique problématique, Paris, Les Éditions de Minuit (“Per un'etica problematica”)
- 1973 Entretiens, Paris, Scholies/Fata Morgana (“Colloqui”)
- 1974 Horizons du monde, Paris, Les Éditions de Minuit (“Orizzonti del mondo”)
- 1977 Contribution à la logique, Paris, Les Éditions de Minuit (“Contributo alla logica”)
- 1979 Problèmes de l'enjeu, Paris,Les Éditions de Minuit (“Problemi della posta in gioco”)
- 1984 Systématique ouverte, Paris, Les Éditions de Minuit (“Sistematica aperta”)
- 1991 Métamorphoses (“Metamorfosi”)
- 1992 L'errance érotique (“L'erranza erotica”)
- 1996 Lettres à un jeune penseur, Paris, Les Éditions de Minuit (“Lettere ad un giovane pensatore”)
- 1997 Notices autobiographiques (“Notizie autobiografiche”)
- 2001 Ce questionnement, Paris, Les Éditions de Minuit (“Questa problematizzazione”)
- 2005 Réponses énigmatiques, Paris, Les Éditions de Minuit (“Risposte enigmatiche”)